# Gromada Aleksandria (Powiat Częstochowski)
Die Gromada Aleksandria war eine Verwaltungseinheit in der Volksrepublik Polen zwischen 1954 und 1961. Verwaltet wurde die Gromada vom Gromadzka Rada Narodowa dessen Sitz sich in Aleksandria befand und der aus 19 Mitgliedern bestand.

Die Gromada Aleksandria gehörte zum Powiat Częstochowski in der Woiwodschaft Katowice (damals Stalinogród) und bestand aus der Gmina Konopiska, den ehemaligen Gromadas Alexandria I und IV und Alexandria II und III und einigen Waldgebieten. Die Gromada Aleksandria wurde zum 31. Dezember 1961 aufgelöst und die Gromada Ostrowy eingegliedert.

## Weitere Fußnoten
1. ↑  Dz.U. z 1954 r. nr. 43 poz. 191. (polnisch).
2. ↑  Uchwała Nr. 43/212 Prezydium Powiatowej Rady Narodowej w Częstochowie z 30. IX. 1954 w sprawie ustalenia liczby członków gromadzkich rad narodowych (Dziennik Urzędowy Wojewódzkiej Rady Narodowej w Stalinogrodzie z dnia 8 października 1954 r., Nr. 8, Poz. 38)
3. ↑  Verordnung Nr. 17/54 des Wojewódzkiej Rady Narodowej w Stalinogrodzie vom 5. Oktober 1954 über die Aufteilung der Gromadas im Powiat Częstochowa (Dziennik Urzędowy Wojewódzkiej Rady Narodowej w Stalinogrodzie z dnia 1 grudnia 1954 r., Nr. 10, Poz. 54)
4. ↑  Uchwała Nr. 20/61 Wojewódzkiej Rady Narodowej w Katowicach z dnia 4 października 1961 r. (zatwierdzona uchwałą Rady Ministrów Nr. 511/61 z dnia 28 listopada 1961 r.) w sprawie zniesienia niektórych gromad w województwie katowickim (Dziennik Urzędowy Wojewódzkiej Rady Narodowej w Katowicach z dnia 30 grudnia 1961 r., Nr. 13, Poz. 64)